# کیتی کت (ترانه)
«کیتی کت» تک‌آهنگی از هنرمند اهل ایالات متحده آمریکا بیانسه است. این ترانه از دومین آلبوم استدیویی بیانسه با نام زادروز (آلبوم بیانسه) می باشد که توسط فارل ویلیامز ساخته شده است.